# Chur Cölnischer Chor Bonn
Der Chur Cölnische Chor Bonn war ein Kammerchor aus Bonn.

## Geschichte
1968 hatte der Dirigent Heribert Beissel die Idee, einen Kammerchor ins Leben zu rufen, um sein Chur Cölnisches Orchester (heute Klassische Philharmonie Bonn), das er 1959 gegründet hatte, durch den Chur Cölnischen Chor Bonn als Vokalgruppe zu ergänzen.  
Der Name nimmt die althergebrachte Schreibweise des ehemaligen Kurfürstentums Köln auf, das vom Mittelalter bis 1803 das Rheinland und Teile Westfalens umfasste und dessen Residenz- und Landeshauptstadt Bonn war.  
Beissels Ziel war es, dem Konzertpublikum den großen Umfang der Musik für Chor und Orchester – unter besonderer Berücksichtigung des Oratoriums – zu präsentieren, wobei das Repertoire des Chores ebenfalls A-cappella-Musik aller Epochen umfassen sollte. 
Der Chor gibt in Bonn jedes Jahr drei Konzerte mit Orchester und in zwei bis drei weiteren Konzerten präsentiert er a-cappella-Musik. Darüber hinaus finden Konzerte in anderen deutschen Städten statt.

## Zusammenarbeit
Seit Bestehen des Chur Cölnischen Chores Bonn verbindet ihn eine feste Partnerschaft mit der Klassischen Philharmonie Bonn (früher: Chur Cölnisches Orchester Bonn). Beide Klangkörper gastieren gemeinschaftlich und regelmäßig im In- und Ausland. Darüber hinaus arbeitete der Chor häufig mit dem Philharmonischen Staatsorchester Halle (heute: Staatskapelle Halle) und dem Brandenburgischen Staatsorchester Frankfurt zusammen.

## Stimmbildner
- Alastair Thompson (2005, 2006)